# Bathyphantes reprobus
Bathyphantes reprobus là một loài nhện trong họ Linyphiidae.
Loài này thuộc chi Bathyphantes. Bathyphantes reprobus được Wladislaus Kulczynski miêu tả năm 1916.